# Галактика (хоровая студия)
Музыка́льно-хорова́я сту́дия «Гала́ктика» — детский музыкальный коллектив г. Санкт-Петербурга. Лауреат премий, победитель многочисленных музыкальных конкурсов. Активно сотрудничает с академическими залами, соборами, музеями, дворцами города. Участник абонементных и сольных концертов, городских, всероссийских и международных проектов.

## История
В 1978 году в Доме пионеров и школьников № 1 Калининского района г. Ленинграда (на 1 сентября 2017 года — Государственное бюджетное учреждение дополнительного образования «Центр внешкольной работы c детьми и молодежью» Калининского района Санкт-Петербурга «Академический») были организованы музыкальные кружки для детей. В 1989 году написано и утверждено «Положение», которое объединило педагогический и детский коллектив в Студию. В 1990 году Студия получила официальное название "Музыкально-хоровая студия «Галактика». В 1992 году музыкально-хоровой студии «Галактика» было присвоено почетное звание «Образцовый детский коллектив»
(годы подтверждения звания «Образцовый детский коллектив»: 1999, 2005, 2010; положение о присвоении звания утратило силу 5 декабря 2016 года).
Студия сотрудничает с „Санкт-Петербургским Объединением фортепианных дуэтов“ (с 2005), Региональной общественной организацией „Союз композиторов Санкт-Петербурга“, Санкт-Петербургским государственным бюджетным учреждением культуры „Петербург-концерт“, с 2010 года принимает участие в работе „Ассоциации дирижёров детских и молодёжных хоров Северо-Западного региона Российской Федерации“

## Руководство
С 1989 года руководитель студии — Волкова Елена Васильевна (Заслуженный работник культуры РФ, отличник народного просвещения, член Правления Региональной Общественной организации „Ассоциация дирижеров детских и молодежных хоров Северо-Западного региона“).

## Принципы обучения
В студии обучаются более 500 детей в возрасте от 4 до 18 лет. Штат педагогического персонала насчитывает 34 педагога. Обучение ведётся по направлениям: хор, сольфеджио, вокал, ансамбль, инструментальные классы. На 1 сентября 2017 года Студия насчитывает 7 хоровых коллективов.
Основа обучения — хоровое пение. Принцип обучения — хоровые ступени, соответствующие возрастным группам.
- 1 ступень — подготовительный хор, дети 4—5 лет.
- 2 ступень — младший хор, 6—8 лет.
- 3 ступень — средний хор, 9—12 лет, (по выбору - хор мальчиков, вокальные ансамбли академического и эстрадного направления „Волшебство“[11] и „Микс“).
- 4 ступень — старший концертный хор,12—18 лет.

Ведётся индивидуальное обучение в классах: фортепиано, флейта, аккордеон, баян, гитара, синтезатор. Развивается жанр камерного ансамбля: фортепианные дуэты в четыре руки, ансамбли для двух фортепиано, ансамбль гитаристов, ансамбль флейт „Флуэтино“, ансамбль аккордеонистов „Тутти-band“.
Для одаренных детей разрабатываются индивидуальные программы обучения.
Качество обучения и полнота реализации образовательных программ обеспечиваются системой контрольных занятий, учебных и отчетных концертов, зачетов, полугодовых и годовых мониторингов, участием в музыкальных конкурсах и фестивалях.
В 2014 году несколько учащихся студии в составе Детского хора России исполнили Гимн России на зимних Олимпийских играх в Сочи.

## Концертная деятельность
Студия сотрудничает с академическими концертными залами, театрами,
музеями, дворцами, спортивными организациями, соборами и кирхами Санкт-Петербурга.

### Абонементные концерты
- Государственная академическая Капелла Санкт-Петербурга — „Там, где музыка живет…“ (с 2011)[23], „Что за прелесть эти сказки“ (2002);
- Шереметевский дворец — „Музыкальные путешествия“ (2011);
- Малый зал им. М. И. Глинки Санкт-Петербургской академической филармонии имени Д. Д. Шостаковича
  - „Петербургские тайны“, „Шесть непослушных мальчишек, которые стали великими композиторами“ (2015);
  - Музыкальные ступеньки» (2016), «В гостях у сказки» (2016).
- Мариинский театр
  - заключительный концерт 28 хорового абонемента в составе сводного хора в сопровождении симфонического оркестра под управлением народного артиста России В. Гергиева на Новой сцене (2015);[24]
  - шестой концерт 38-го абонемента в составе сводного хора, хора и оркестра Мариинского театра под управлением заслуженного деятеля искусств А.Петренко (2016);[25]
  - в абонементе «Школы искусств в гостях у Мариинского театра», в I международном фестивале «Поющая масленица» (2017)[26].

### Конкурсы и фестивали
- Международный конкурс фортепианных дуэтов «Брат и сестра» им. Л. А. Брук (с 2014);[3][27]
- Городской открытый конкурс фортепианных дуэтов и камерных ансамблей «Дважды два» (с 2010)[28] (проводится при поддержке Санкт-Петербургского Объединения фортепианных дуэтов);[29]
- Региональная общественная организация «Союз композиторов Санкт-Петербурга» — фестиваль «Земля детей» (с 2004).

### Постоянное участие в проектах
- Санкт-Петербургское государственное бюджетное учреждение культуры «Петербург-концерт» — проект «Музицируем вместе»;
- Открытый всероссийский конкурс композиторов «Хоровая лаборатория XXI век» — гала-концерты;[2]
- «Ассоциация дирижеров детских и молодежных хоров Северо-Западного региона Российской Федерации» — проекты, конкурсы, фестивали;
- «Хоровая лаборатория XXI век. Летняя школа хормейстеров» (с 2014)

Учащиеся Студии участвуют в творческих вечерах композиторов Санкт-Петербурга? поэтических конкурсах.

## Проекты
Одарённые дети
Цель проекта — создание условий для выявления, профессионального сопровождения и воспитания талантливых учащихся студии. Проводится в рамках общего проекта ГБУ ДО ЦВР ДМ Калининского района Санкт-Петербурга «Академический».
Основные направления — диагностика способностей детей на начальном этапе обучения, разработка индивидуального образовательного маршрута, создание условий для самореализации учащихся, подготовка к конкурсам городского и международного уровня, организация консультаций профильных специалистов в музыкальных колледжах и вузах, организация творческих мастерских, мастер-классов с участием детей, подготовка к поступлению в музыкальные учреждения Санкт-Петербурга.
Школа творческого партнёрства
Цель проекта — создание условий для вовлечения в совместный творческий процесс юных музыкантов и профессиональных исполнителей, максимальное использование культурного потенциала города, формирование навыков публичных выступлений учащихся.
В основе проекта - создание усилиями педагогов студии своеобразной творческой лаборатории, которая дает возможность развития партнерских отношений, сотворчества, взаимодействия между педагогами, учащимися студии и профессиональными музыкантами, композиторами, специалистами высшей и средней школы Санкт-Петербурга.  Проект раздвигает границы музыкального образования, помогает быть в центре современных тенденций, подходов в творчестве, способствует социализации и адаптации учащихся музыкально-хоровой студии «Галактика» в музыкальном пространстве.
Родственные тональности
Цель проекта — создание условий, способствующих тесному взаимодействию семьи учащегося и детского и педагогического коллектива музыкально-хоровой студии «Галактика». Основная идея — создание воспитательной среды, способствующей общекультурному, духовному и эстетическому развитию личности каждого ребенка и его семьи, разработка и внедрение новых форм творческого взаимодействия с семьей, создание условий для реализации творческого потенциала семьи через организацию и проведение семейного досуга, работа с родителями детей, обучающихся по индивидуальным образовательным маршрутам.

## Достижения
Мировой рейтинг Interkultur
Согласно мировой системе ранжирования «Интеркультура», музыкально-хоровая студия «Галактика» входит в ТОП-500 лучших хоровых коллективов (по состоянию на август 2017 года), со счётом 882 балла (из возможных 1272 пунктов).
Хоровые коллективы «Галактики» — лауреаты международных конкурсов:
- 2010
  - «Песни над Невой»[д 1],
  - «Петербургская весна»[2],
  - «Русская музыка XI века»[д 2]
  - Badenia Music Festival 2010 (Германия);[2]
- 2011 — Hat am X Internationalen Chorwettbewerb 2011 Bad Ischl (Австрия)[2],
- 2012
  - «Slovskia Cantat 2012» (Словакия)[2],
  - «Concorso Corale Internazionale» (Италия);[2]
- 2014 — «Šiauliai Cantat 2014» (Литва);[34]
- 2015
  - «Bad Krozingen 2015» (Германия)[д 3],
  - Гатчинская радуга 2015[д 4]
- 2016 — «World Choir Games 2016» (Россия, Сочи)[35],
- 2017
  - «Детско-юношеский хоровой чемпионат мира 2017» (Россия, Санкт-Петербург)[36][37],
  - «Молодая классика 2017»[38]
  - «Хрустальная часовня 2017» (Россия, Москва)[39].

Вокалисты студии — лауреаты международных конкурсов:
- 2007 — Детский вокальный конкурс Сергея Лейферкуса «Мы поём оперу»[д 5]
- 2009 — «Окрась мир звуками»[д 6]
- 2010 — «Окрась мир звуками»[д 7]
- Тогда же — «Миниатюра в русской музыке» имени А. Г. Рубиншейна[д 8],
- Тогда же — «Невский ангел»[д 9]
- Тогда же — «Восходящая звезда»[д 10]
- 2011 — «Ангел надежды»[д 11]
- Тогда же — «Вдохновение»[д 12]
- 2012 — конкурс Елены Образцовой[2] «Наследие Петербурга»[2],
- 2013 — «Премьера»[2] «Creschendo competition 2013»[40],
- 2016 — «Миниатюра в русской музыке 2016»[41]

Пианисты студии — лауреаты международных конкурсов:
- 2005 — III международный фестиваль-конкурс музыки С. В. Рахманинова[д 13]
- 2006 — «Миниатюра в русской музыке» имени А. Г. Рубиншейна[д 14],
- 2010 — имени С. М. Савшинского[д 15] «Первый аккорд»[д 16]
- Тогда же — Санкт-Петербургские Рождественские ассамблеи[д 17]
- 2012 — «Санкт-Петербургские рождественские ассамблеи»[2]
- 2014—2017 — «Брат и сестра»;[3]
- 2013 — «Окно в Европу»[2], «Первый аккорд»[2]
- 2017 — «Creschendo Competition 2017»[42]

Гитаристы и аккордеонисты — лауреаты конкурсов:
- 2008 — начинающих исполнителей на народных инструментах[д 18]
- 2010 — исполнителей на народных инструментах им. П. И. Смирнова;[2]
- Там же — «Санкт-Петербург в зеркале мировой музыкальной культуры»[д 19]
- 2011 — «Музыкальный калейдоскоп»;[43]
- 2012 — «Метелица»[2]
- 2013 — «Петербургская Весна»;[2]
- 2015 — «Открытая Испания 2015» (Испания);[44]

Педагоги студии награждены:
- Почетными грамотами Министерства образования и науки РФ;
- Грамотами Комитета по образования СПб;
- Нагрудными знаками «Почетный работник общего образования»;
- Нагрудными знаками «Отличник народного просвещения»;
- Нагрудными знаками «За гуманизацию школы Санкт-Петербурга»;
- Благодарностью губернатора СПб;
- Премиями губернатора «Лучший педагог дополнительного образования государственного образовательного учреждения Санкт-Петербурга»;
- Государственными наградами Заслуженный работник культуры РФ;

Педагоги студии — лауреаты и дипломанты профессиональных международных конкурсов:
- Всероссийский конкурс профессионального мастерства работников сферы дополнительного образования «Сердце отдаю детям»;
- Международный конкурс вокалистов им. Б. Т. Штоколова — номинация «Вокал»;
- Международный конкурс «Санкт-Петербург в зеркале мировой музыкальной культуры» — номинация «Хоровое дирижирование»;
- Региональный музыкальный фестиваль-конкурс исполнителей на народных инструментах им. П. И. Смирнова — номинация «Ансамблевое исполнительство»;
- Международный конкурс-фестиваль инструментального и вокального творчества «Академия», — номинация «Фортепиано-соло».

## Известные выпускники
Юрий Юшкевич
Студент Берлинской академии искусств
За 5 лет обучения в студии завоевал 24 награды городского, всероссийского и международного уровня в конкурсах академического вокала. Обладатель уникального голоса —
контратенор.
Лауреат IV международного конкурса юных вокалистов Е. Образцовой, по приглашению звезды оперной сцены народной артистки СССР Е. Образцовой, участвовал в гала-концерте «Виват, Елена!» к 50-летию её творческой деятельности. Лауреат премии Фонда Елены Образцовой.
Лауреат I степени Международного конкурса «Creschendo competition». Специальным призом конкурса стало приглашение в «Нью-Йорк (США) для выступления в знаменитом зале Метрополитен опера».
Участник телепроекта «Голос 5». Выбор Димы Билана.

## Факты
В 2003 году, на фестивале «Виват, Петербург» мэром Балтимора и сенатором США от штата Мэрилэнд концертному хору студии присвоено почётное гражданство города Балтимор.